# Адміністративний устрій Зміївського району
Адміністративний устрій Зміївського району — адміністративно-територіальний поділ Зміївського району Харківської області на 1 міську, 2 селищні та 13 сільських рад, які об'єднують 77 населених пунктів та підпорядковані Зміївській районній раді. Адміністративний центр — місто Зміїв.

## Список радЗміївського району
| №  | Назва                             | Центр              | Населені пункти | Площа км² | Місце за площею | Населення (2001), чол. | Місце за населенням |
| -- | --------------------------------- | ------------------ | --- | --------- | --------------- | ---------------------- | ------------------- |
| 1  | Зміївська міська рада             | м. Зміїв           | м. Зміїв c-ще Вирішальний |           |                 |                        |                     |
| 2  | Зідьківська селищна рада          | смт Зідьки         | смт Зідьки c-ще Бутівка c-ще Лазуківка c-ще Черемушне                                                                                     |           |                 |                        |                     |
| 3  | Комсомольська селищна рада        | смт Слобожанське   | смт Слобожанське c-ще Благодатне c-ще Донець                                                                                              |           |                 |                        |                     |
| 4  | Бірківська сільська рада          | c. Бірки           | c. Бірки c. Гужвинське c. Джгун c. Залізничні Бірки c. Кирюхи c. Кисле c. Кравцове c. Кукулівка c. Першотравневе c. Погоріле c. Федорівка |           |                 |                        |                     |
| 5  | Борівська сільська рада           | c. Борова          | c. Борова c. Водяне c. Гусина Поляна c. Звідки c. Костянтівка c. Красна Поляна c. Петрищеве c. Реп'яхівка                                 |           |                 |                        |                     |
| 6  | Великогомільшанська сільська рада | c. Велика Гомільша | c. Велика Гомільша c. Западня c. Клименівка c. Козачка c. Пасіки                                                                          |           |                 |                        |                     |
| 7  | Геніївська сільська рада          | c. Геніївка        | c. Геніївка c. Дачне c. Занки c. Курортне c. Українське                                                                                   |           |                 |                        |                     |
| 8  | Задонецька сільська рада          | c. Задонецьке      | c. Задонецьке c. Гайдари c. Іськів Яр c. Камплиця c. Коропове c. Омельченки                                                               |           |                 |                        |                     |
| 9  | Лиманська сільська рада           | c. Лиман           | c. Лиман |           |                 |                        |                     |
| 10 | Нижньобишкинська сільська рада    | c. Нижній Бишкин   | c. Нижній Бишкин c. Геївка c. Суха Гомільша c. Черкаський Бишкин                                                                          |           |                 |                        |                     |
| 11 | Скрипаївська сільська рада        | c. Скрипаї         | c. Скрипаї c-ше Лісне c. Мохнач |           |                 |                        |                     |
| 12 | Соколівська сільська рада         | c. Соколове        | c. Соколове c. Бірочок Другий c. Вилівка c. Глибока Долина c. Гришківка                                                                   |           |                 |                        |                     |
| 13 | Таранівська сільська рада         | c. Таранівка       | c. Таранівка c-ще Безпалівка c. Безпалівка c. Дудківка c. Жаданівка c. Радгоспне c. Роздольне                                             |           |                 |                        |                     |
| 14 | Тимченківська сільська рада       | c. Тимченки        | c. Тимченки c. Аксютівка c. Колісники c. Миргороди c. Островерхівка c. Сидори c. Тросне                                                   |           |                 |                        |                     |
| 15 | Чемужівська сільська рада         | c. Чемужівка       | c. Чемужівка c. Артюхівка c. Водяхівка c. Левківка c. Пролетарське                                                                        |           |                 |                        |                     |
| 16 | Шелудьківська сільська рада       | c. Шелудьківка     | c. Шелудьківка |           |                 |                        |                     |

* Примітки: м. — місто, с-ще — селище, смт — селище міського типу, с. — село